# Nicolette Krebitz
Nicolette Krebitz (Berlín, Alemania; 2 de septiembre de 1972) es una directora, actriz, modelo y cantante alemana. A menudo se le acredita como «Coco» en sus obras creativas.

## Biografía
Krebitz lanzó su carrera cinematográfico a los once años. Luego, presentó programas de televisión y de la radio para niños. Krebitz también asistió el Centro de Ballet de Berlín y el Conservatorio de Actuación Fritz-Kirchhoff, lo cual también se ubica en Berlín. 

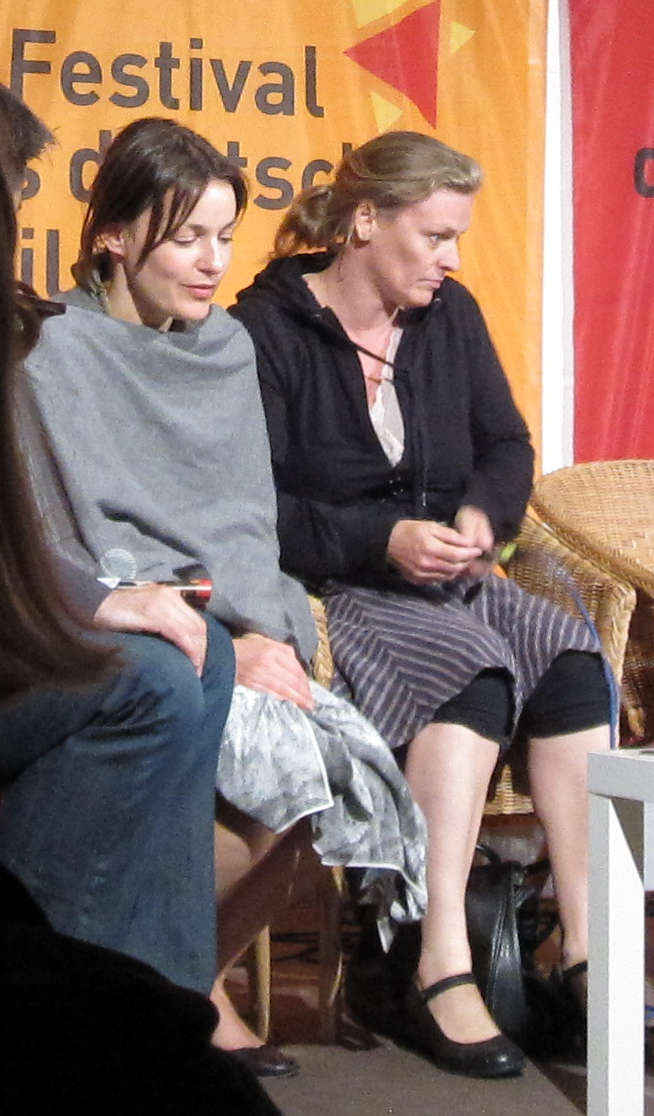
Nicolette (izq.) con la directora de cine Anne Høegh Krohn originaria de Noruega hablando acerca del musical alemán "Liebeslied" durante el "Festival des deutschen Films" de 2009, Ludwigshafen, Alemania.

## Obra
Krebitz ha salido en más de 30 películas, y se le conoce mayormente por su papel en las películas de idioma alemán Bandits (1997) and Der Tunnel (2001). También sale en la película All the Queen's Men (2001). Escribió y dirigió la película de 2001 Jeans.
Fue como modelo en las portadas del álbum de 2001 de New Order Get Ready y de las sencillas asociadas. Su imagen aparece también en la portada del álbum "Close the Door" por Terranova. Ella contribuyó su talento como vocalista a la banda sonora de Bandits y a la pista de Terranova Just Enough.

### Filmografía selecta
| Año  | Título                       | Rol           | Director              | Notas   |
| ---- | ---------------------------- | ------------- | --------------------- | ------- |
| 1994 | Ausgerechnet Zoé             | Zoé           | Markus Imboden        | TV film |
| 1995 | Im Sog des Bösen             | Anna          | Nikolai Müllerschön   |         |
| 1997 | Bandits                      | Angel         | Katja von Garnier     |         |
| 1998 | Die Bubi-Scholz-Story        | Helga Scholz  | Roland Suso Richter   | TV film |
| 1999 | Long Hello and Short Goodbye | Melody        | Rainer Kaufmann       |         |
| 2000 | Fandango                     | Shirley Maus  | Matthias Glasner      |         |
| 2001 | The Tunnel                   | Fritzi Scholz | Roland Suso Richter   | TV film |
| 2001 | All the Queen's Men          | Romy          | Stefan Ruzowitzky     |         |
| 2010 | The City Below               | Svenja Steve  | Christoph Hochhäusler |         |
| 2014 | The Lies You Sleep With      | Rita          | Thomas Roth           |         |
| 2016 | Wild                         |               | Nicolette Krebitz     |         |